# West Alexandria (Ohio)
Pour les articles homonymes, voir West Alexandria (homonymie).
West Alexandria est un village américain situé dans le comté de Preble, dans l’Ohio. Selon le recensement de 2010, sa population est de 1 340 habitants.